# ハクホウクン
ハクホウクン（Hakuho Kun、1994年6月8日 - 2022年2月）は日本の競走馬、種牡馬。日本で最初の白毛競走馬による勝利を挙げた。

## 経歴

### 出生
父は日本初の白毛のサラブレッドであるハクタイユー。母はアングロアラブのウインドアポロツサで栗毛であったが馬体が白みがかっていたためハクタイユーと交配すれば白毛が生まれやすいのではないかという仮定をもとに交配され、ミサワパール、ハクホウクン、ホワイトワンダーという3頭の白毛の産駒が生まれている。この兄弟はいずれもアラブ血量12.67パーセントというサラブレッド系種であった。
これまで誕生した4頭の白毛馬はハクタイユー（4戦0勝）、カミノホワイト（1戦0勝）、ミサワパール（1戦0勝）、ミサワボタン（不出走）といずれも競走では未勝利に終わり、日本で5番目に生まれたハクホウクンが初めて勝利を挙げることになる。全妹のホワイトワンダーは日本の白毛馬による2頭目の勝利を記録している。

### 競走馬時代
ハクホウクンは当初は大井競馬場に所属し、旧4歳（馬齢は旧表記）となった1997年2月28日にデビューしたが8頭立て8着に終わった。競走を重ねるうちに着順を上げていき、8戦目となった同年12月30日の大井競馬場での競走で優勝し初勝利を挙げた。2000年1月31日の競走（8着）で引退するまでに通算32戦3勝を挙げた。

### 引退後
引退後は種牡馬となり2004年には母・フラッシュリリーとの間にハクバノデンセツという白毛の牡馬が生まれ、2005年にはハクバノデンセツの全妹となるハクバノイデンシが生まれている。
2007年12月15日付で用途変更、種牡馬を引退。2009年より千葉県成田市のインターアクションホースマンスクールで繋養されていた。その後、2022年2月24日に同スクールのTwitterより、ハクホウクンが死亡したことが報告された。28歳没。

## 血統表
| ハクホウクンの血統ファリス系 アラブ血量12.67% | ハクホウクンの血統ファリス系 アラブ血量12.67% | ハクホウクンの血統ファリス系 アラブ血量12.67% | （血統表の出典）         | （血統表の出典）         |
| 父 サラ ハクタイユー 1979 白毛                | 父の父サラ ロングエース 1969 黒鹿毛           | サラ *ハードリドン                            | サラ Hard Sauce          | サラ Hard Sauce          |
| 父 サラ ハクタイユー 1979 白毛                | 父の父サラ ロングエース 1969 黒鹿毛           | サラ *ハードリドン                            | サラ Toute Belle         |                          |
| 父 サラ ハクタイユー 1979 白毛                | 父の父サラ ロングエース 1969 黒鹿毛           | サラ ウインジェスト                           | サラ *ティエポロ         | サラ *ティエポロ         |
| 父 サラ ハクタイユー 1979 白毛                | 父の父サラ ロングエース 1969 黒鹿毛           | サラ ウインジェスト                           | サラ *ノルマニア         |                          |
| 父 サラ ハクタイユー 1979 白毛                | 父の母サラ ホマレブル 1964 栗毛               | サラ *ダブルマーク                            | サラ Footmark            | サラ Footmark            |
| 父 サラ ハクタイユー 1979 白毛                | 父の母サラ ホマレブル 1964 栗毛               | サラ *ダブルマーク                            | サラ Prattle Double      |                          |
| 父 サラ ハクタイユー 1979 白毛                | 父の母サラ ホマレブル 1964 栗毛               | サラ ペツカー                                 | サラ *ロイヤルウッド     | サラ *ロイヤルウッド     |
| 父 サラ ハクタイユー 1979 白毛                | 父の母サラ ホマレブル 1964 栗毛               | サラ ペツカー                                 | サラ ルリワカ            |                          |
| 母 アア ウインドアポロツサ 1987 栗毛          | 母の父アア ハクバフアースト 1979 栗毛         | アア スマノダイドウ                           | アア ミトタカラ          | アア ミトタカラ          |
| 母 アア ウインドアポロツサ 1987 栗毛          | 母の父アア ハクバフアースト 1979 栗毛         | アア スマノダイドウ                           | サラ系 トキノメジロ      |                          |
| 母 アア ウインドアポロツサ 1987 栗毛          | 母の父アア ハクバフアースト 1979 栗毛         | アア ナルビユー                               | アア ワカツバメ          | アア ワカツバメ          |
| 母 アア ウインドアポロツサ 1987 栗毛          | 母の父アア ハクバフアースト 1979 栗毛         | アア ナルビユー                               | アア 友雅                |                          |
| 母 アア ウインドアポロツサ 1987 栗毛          | 母の母アア ボクデン 1974 鹿毛                 | アア シユンエイ                               | サラ *ライジングフレーム | サラ *ライジングフレーム |
| 母 アア ウインドアポロツサ 1987 栗毛          | 母の母アア ボクデン 1974 鹿毛                 | アア シユンエイ                               | アア 弟猛                |                          |
| 母 アア ウインドアポロツサ 1987 栗毛          | 母の母アア ボクデン 1974 鹿毛                 | アア タイサクラ                               | サラ トビサクラ          | サラ トビサクラ          |
| 母 アア ウインドアポロツサ 1987 栗毛          | 母の母アア ボクデン 1974 鹿毛                 | アア タイサクラ                               | アア マンザン            |                          |